# Сигма-музика

Назва жанру сигма-музики виникла разом із мемами з фільму «Американський психопат»

Сигма-музика (англ. sigma music) — музичний жанр, який поєднує елементи  дрифт-фонку, електроніки та інших стилів. 
Назва походить від грецької літери σ (сигма), яка символізує силу та зміну. Жанр став популярним серед прихильників сигма-чоловіків, які вважають себе незалежними від суспільства та його правил. У TikTok та YouTube набули популярності короткі відео із Патріком Бейтманом, персонажем із фільму «Американський психопат» у виконанні британського кіноактора Крістіана Бейла. Бейтман, який не відповідає типам чоловіків у соціальній ієрархії або псевдонауковим моделям маскулінності альфа- або бета-самця, представляє нову модель— «сигма-чоловік».
Мелодії, які супроводжують відео із сигма-чоловіками, отримали в Інтернеті назву «сигма-музики». 2023 року у сигма-мемах переважно використовували треки у стилі дрифт-фонку та електроніки, наприклад, Hensonn «Sahara», GigaChad Theme «Phonk House Version», Interworld «METAMORPHOSIS», Shadxwbxrn, Archez, Kxnvra «Prince of Darkness» та інші.